# 朱多煃
朱多煃（1534年—1593年），字用晦，號斗西，江西南昌府新建縣人，祖籍直隸鳳陽府，明朝宗室，明朝奉國將軍。

## 生平
嘉靖十三年（1534年）出生。明太祖子寧獻王朱權的六世孫，瑞昌恭僖王朱奠墠四世孫，鎮國將軍朱宸渥之孫，輔國將軍朱拱樹之子。擅長詩文、書法。與余曰德为诗友，後入七子诗社。其書法仿效米芾、米友仁父子之字，並夾雜一些古代書法家的筆法，而自成一格，臨摹非常微妙，可以仿造古人的墨跡。也長於繪畫，擅花鳥畫、人物畫。與黎民表、王道行、石星、趙用賢並稱“復古詩派續五子”。萬曆二十一年（1593年）去世。

## 家庭

### 妻妾
- 妻車氏，封淑人[6]
- 妾李氏[6]

### 子孫
- 第一子：鎮國中尉朱謀壡[7]（1561年9月26日—1622年6月30日），號元圃，妻鄭氏，封恭人[8]
  - 第一子：輔國中尉朱統鍴（1583年1月2日—1657年12月11日），號淮甸，妻袁氏[9]
  - 第二子：輔國中尉朱統⿱𥫗⿰革⿹勹金（1599年10月23日—1659年2月19日），號玉枝，妻賀氏[9]

## 著作
- 《芙蓉園稿》[6]